# Blå silkegøg
Blå silkegøg (latin: Coua caerulea) er en fugl, der lever på Madagaskar.